# 石栗昌彦
石栗 昌彦（いしぐり まさひこ、1967年5月12日 - ）は、日本の演出家・俳優。株式会社仕事所属。新潟県出身。

## 来歴・人物
1993年に仲代達矢が主宰する「無名塾」入塾。その後、舞台、映画、ドラマなどで活動する。
2003年渡米。日米間の舞台エンターテインメントの国際交流を企画演出する。併せて、在米中にアメリカの演技論を研究。
帰国後、国内劇場の総合監督を務める傍ら、俳優活動と平行して舞台制作/演出、プロデュース、若手のための演技指導を開始する。
性別・年齢・国籍を問わない、演技指導、俳優育成など後進からの信頼が厚く、脚本・構成・演出など制作活動全般の評価も高い。
2008年から石栗昌彦が総合監督を務め、安来市の協力のもとに地域児童・未就学児童・生徒を対象とした舞台演劇活動やすぎ・アート・アカデミーを安来節演芸館で毎週末に行っている。
現在、俳優養成所「トライストーン・アクティングラボ」で特別講師を務めている。また、「トライストーン・アクティングラボ」では、無名塾出身の若村麻由美が特別顧問を務めている。
無名塾の同期は、蜷川幸雄主催の蜷川カンパニーで世界的にも活躍している鈴木豊である。

## 出演

### テレビドラマ
- 大地の子（1995年）
- はみだし刑事情熱系 PART1 第12話「殺人犯を愛した女」 （1997年1月15日）- ギャラリー社員・奥田 役
- 弁護士・高林鮎子第20作「豊肥本線早春の死角」（1997年3月11日）- パチンコ店従業員・森塚久志 役
- ナースのお仕事
  - ナースのお仕事スペシャル（1997年4月4日）

### 映画
- エイジアンブルー
- 風のかたみ
- 金融腐蝕列島呪縛（1999年、東映）

### 舞台
無名塾公演
- リチャード3世（1993年）
- ソルネス（1995年）

外部出演
- よみの世界〜朗読と音楽で誘う古事記（朗読パフォーマンス）（2013年11月30日、松江イングリッシュガーデン多目的ホール）

舞台演出
- 舞台『武士の中』（作・演出）（2008年2月22日・2月23日、福岡市天神スカラエスパシオ）
- MPRO（エムプロ）スクール1周年記念公演『The Doors 心通り』（2010年9月26日、NTT夢天神ホール）
- ポストモダンs旗揚げ公演『こめかみロック・バック』（総合演出）（2012年10月18日〜2012年10月21日、ザムザ阿佐谷）
- よみの世界〜朗読と音楽で誘う古事記（朗読パフォーマンス）（2013年11月30日、松江イングリッシュガーデン多目的ホール）
- 〜古から戦国そして現代　語り継ぐ日本人の本流〜《第二幕 戦国の巻》『立て、鹿介!〜頂上の孤独編〜』（2月9日、安来節演芸館）
- ビリオネア大学音楽劇2015『時代・旅する帽子』（作・芸術監督）（2015年1月12日、雲南市加茂文化ホール「ラメール」）

### プロデュース
- 演劇・お話し「スイミー」（2010年7月24日、於市立図書館本館）

### イベント
- 〜古から戦国そして現代 語り継ぐ日本人の本流〜（ゲスト）
- 第5回 JAいずも女性部まつり講演会（2012年3月3日）

### 講師
- 女子大「演劇体験ワークショップ」（2012年）
- 一日体験演劇・若者たちの将来の“夢をかたちに”するために、そして人と人とのつながりをもっと深めるために･･･（2013年7月21日）